# Glacera de Péclet
La glacera de Péclet és una glacera de França situat al massís de la Vanoise, a Savoia. És situat en el municipi de Belleville, sobre l'estació d'esports d'hivern de Val Thorens.
Petita glacera de circ, neix a la cara Oest de l'agulla de Péclet. Flueix cap a l'oest i després d'alguns centenars de metres, les seves aigües de fosa donen naixement al torrent de Péclet. L'aresta de Tête Ronde el divideix en dues masses de gel, la glacera de Péclet pròpiament dita al nord i la glacera Face Ouest al sud. A la part nord arriba un remuntador mecànic, el telecadira de la glacera, que ha permès fins a l'any 2001 practicar l'esquí d'estiu.